# Tanja Andreewa
Tanja Lubomirowa Andreewa-Rajnowa, bułg. Таня Любомирова Андреева-Райнова (ur. 7 lipca 1973 w Sofii) – bułgarska lekarka i polityk, w latach 2013–2014 minister zdrowia.

## Życiorys
W latach 1993–1999 studiowała na Uniwersytecie Medycznym w Sofii, w 2009 uzyskała na tej uczelni magisterium z zarządzania w ochronie zdrowia. Specjalizowała się w ginekologii, położnictwie i medycynie prenatalnej. Odbyła kurs specjalistyczny na uczelni w Rennes, w 2004 rozpoczęła studia doktoranckie. Jako lekarka zawodowo związana ze stołecznymi szpitalami, powoływana w skład zarządów spółek z branży medycznej. Od 2011 do 2013 była p.o. dyrektora szpitala ginekologicznego.
Działała w młodzieżówce Związku Sił Demokratycznych, później związała się z Bułgarską Partią Socjalistyczną. W 2013 uzyskała mandat deputowanej do Zgromadzenia Narodowego 42. kadencji. Od maja 2013 do sierpnia 2014 pozostawała ministrem zdrowia w gabinecie Płamena Oreszarskiego.